# Magnolia citrata
Espèce
Statut de conservation UICN

 LC  : Préoccupation mineure
Magnolia citrata est une espèce de plantes à fleurs de la famille des Magnoliaceae. C'est un arbre trouvé en Thaïlande et au Viêt Nam.

## Description
C'est un arbre.

## Répartition et habitat
L'espèce est trouvée dans le nord et le nord-est de la Thaïlande et dans le sud-est Viêt Nam.
Elle pousse en milieu subtropical.